# J. Barney Sherry
J. Barney Sherry (4. marts 1874 – 22. Februar 1944) var en amerikansk stumfilmsskuespiller. Han medvirkede i 215 film fra 1905 til 1929.
Han blev født i Germantown, Pennsylvania og døde i Philadelphia, Pennsylvania af en hjertesygdom.

## Filmografi
- War on the Plains (1912)
- Custer's Last Fight (1912)
- The Paymaster's Son (1913)
- The Battle of Gettysburg (1913)
- The Bargain (1914)
- The Beckoning Flame (1915)
- The Devil (1915)
- Aloha Oe (1915)
- The Green Swamp (1916)
- The Raiders (1916)
- The Stepping Stone (1916)
- The Millionaire Vagrant (1917)
- The Weaker Sex (1917)
- Madcap Madge (1917)
- Fanatics (1917)
- The Snarl (1917)
- The Iced Bullet (1917)
- The Fuel of Life (1917)
- The Gown of Destiny (1917)
- Love or Justice (1917)
- Blood Will Tell (1917)
- Borrowed Plumage (1917)
- The Stainless Barrier (1917)
- Ten of Diamonds (1917)
- Flying Colors (1917)
- Her Decision (1918)
- The Master Man (1919)
- Yvonne from Paris (1919)
- Restless Souls (1919)
- The Secret Code (1918)
- A Man's Fight (1919)
- A Gun Fightin' Gentleman (1919)
- The Lion Man (1919)
- The Black Gate (1919)
- The Mayor of Filbert (1919)
- Go and Get It (1920)
- Darling Mine (1920)
- The River's End (1920)
- Dinty (1920)
- The Forged Bride (1920)
- The Barbarian (1920)
- Man, Woman & Marriage (1921)
- Burn 'Em Up Barnes (1921)
- Just Outside the Door (1921)
- The Lotus Eater (1921)
- Back Pay (1922)
- What Fools Men Are (1922)
- Island Wives (1922)
- The Secrets of Paris (1922)
- When the Desert Calls (1922)
- Sure Fire Flint (1922)
- The Inner Man (1922)
- Notoriety (1922)
- A Woman's Woman (1922)
- Shadows of the Sea (1922)
- Till We Meet Again (1922)
- John Smith (1923)
- The White Sister (1923)
- Jacqueline (1923)
- Galloping Hoofs (1924)
- Miami (1924)
- Lend Me Your Husband (1924)
- The Warrens of Virginia (1924)
- Daughters Who Pay (1925)
- Enemies of Youth (1925)
- False Pride (1925)
- The Crackerjack (1925)
- The Live Wire (1925)
- A Little Girl in a Big City (1925)
- Play Ball (1925)
- Broken Homes (1926)
- Casey of the Coast Guard (1926)
- The Brown Derby (1926)
- Prince of Tempters (1926)
- The Crimson Flash (1927)
- Alex the Great (1928)
- The Wright Idea (1928)
- Broadway Scandals (1929)